# 徳大寺実維
徳大寺 実維（とくだいじ さねふさ）は、江戸時代前期の公卿。官位は正二位・内大臣。

## 経歴
寛永14年（1637年）に叙爵して以降清華家当主として早いスピードで累進し、侍従・左近衛少将・左近衛中将を経て、承応2年（1653年）には従三位となり、公卿に列する。権中納言を経て、寛文元年（1661年）に権大納言となる。寛文9年（1669年）には右近衛大将・右馬寮御監となったが、寛文10年（1670年）には辞した。寛文11年（1671年）に内大臣に就任するも翌年に辞職。

## 系譜
- 父：徳大寺公信
- 母：吉川広正の娘・夏姫（長州藩主毛利秀就の養女）
- 妻：権大納言藪嗣孝の娘
  - 男子：徳大寺公逸
  - 男子：徳大寺公観
  - 養子：徳大寺公全（実父は醍醐冬基[1]）